# Conchotopoda vespertilio
Conchotopoda vespertilio är en insektsart som först beskrevs av George Clifford Carl 1914.  Conchotopoda vespertilio ingår i släktet Conchotopoda och familjen vårtbitare. Inga underarter finns listade i Catalogue of Life.